# Stygobromus clantoni
Stygobromus clantoni is een vlokreeftensoort uit de familie van de Crangonyctidae. De wetenschappelijke naam van de soort is voor het eerst geldig gepubliceerd in 1934 door Creaser.